# Јутика (Охајо)
Јутика (енгл. Utica) град је у америчкој савезној држави Охајо.

## Демографија
По попису из 2010. године број становника је 2.132, што је 2 (0,1%) становника више него 2000. године.
| Група             | 2000.         | 2010.         |
| Белци             | 2.092 (98,2%) | 2.069 (97,0%) |
| Афроамериканци    | 2 (0,1%)      | 11 (0,5%)     |
| Азијати           | 3 (0,1%)      | 4 (0,2%)      |
| Хиспаноамериканци | 20 (0,9%)     | 20 (0,9%)     |
| Укупно            | 2.130         | 2.132         |